# Udar (album)
Udar – ósmy album Urszuli, wydany w 2001 roku nakładem wydawnictwa BMG Poland.
Nagrania dokonano w VEGA STUDIO - listopad 2000 / luty 2001.
Jest to jedyna płyta nagrana w całości w domowym studio Urszuli i Stanisława Zybowskiego, Vega Studio. Promujący ją  singiel, „Udar”, przeszedł bez echa. Kolejne, „Piesek twist”, „Klub samotnych serc” i „Progress”, odniosły umiarkowany sukces.
25 sierpnia 2001 podczas Sopot Festival Urszula otrzymała najwyższe trofeum festiwalu, czyli statuetkę Bursztynowego Słowika za całokształt dokonań artystycznych (drugiego Bursztynowego Słowika otrzymała w 2014 roku - jedyna laureatka dwóch Bursztynowych Słowików).

## Lista utworów
1. „Tenerife” (muz. S. Zybowski, sł. U. Kasprzak) – 3:36
2. „Piesek twist” (muz. S. Zybowski, sł. U. Kasprzak) – 4:24
3. „Dzięki” (muz. S. Zybowski, sł. U. Kasprzak) – 4:01
4. „Bridget Jones” (muz. S. Zybowski, sł. U. Kasprzak) – 3:55
5. „Taka jak ty” (muz. S. Zybowski, sł. U. Kasprzak) – 4:34
6. „Klub samotnych serc” (muz. W. Kuzyk, sł. U. Kasprzak) – 5:02
7. „Udar” (muz. S. Zybowski, sł. U. Kasprzak) – 4:24
8. „Zaratustra” (muz. S. Zybowski, sł. U. Kasprzak) – 4:45
9. „Progress” (muz. S. Zybowski, sł. U. Kasprzak) – 13:03

## Listy przebojów
| sierpień 2000    | Udar                | -  | -  |
| kwiecień 2001    | Piesek twist        | 26 | 50 |
| lipiec 2001      | Klub samotnych serc | 19 | 62 |
| październik 2001 | Progress            | -  | -  |

## Teledyski
- „Piesek twist” – 2001
- „Klub samotnych serc” – 2001
- „Progress” – 2001

## Twórcy
- Urszula – śpiew, chórki
- Staszek Zybowski – gitary
- Jarek Chilkiewicz – gitara
- Wojtek Kuzyk – gitara basowa
- Sławek Piwowar – instrumenty klawiszowe
- Krzysztof Poliński – perkusja
- Ania Stankiewicz – chórki
- Robert Szymański – perkusja /„Udar”/
- Wojciech Kowalewski – instrumenty perkusyjne
- David Sausedo Valle – konga

Personel
- Stanisław Zybowski - rejestracja nagrania, produkcja artystyczna nagrania
- Wojtek Kuzyk - rejestracja nagrania
- Rafał Paczkowski - realizacja i rejestracja nagrania, MIX-STUDIO S-4
- Grzegorz Piwkowski - mastering
- Krzysztof Kieliszkiewicz - organizacja koncertów - IMPRES JOT
- Robert Wolański - fotografie
- Waciak - projekt graficzny